# Dům čp. 72 (Jáchymov)
Dům čp. 72  je jedním z památkově chráněných renesančních řadových domů na náměstí Republiky v někdejším horním městě Jáchymově v Karlovarském kraji. Od roku 1992 jsou tyto domy součástí městské památkové zóny Jáchymov, která se spolu s celým městem a jeho okolím stala v roce 2014 jádrem rozsáhlejší památkové zóny, nazvané Hornická kulturní krajina Jáchymov. Tato nově vyhlášená památková zóna byla pak o pět let později spolu s dalšími podobnými krajinnými památkovými zónami a jednotlivými památkami v oblasti Krušných hor na české i německé straně zapsaná na seznam Světového dědictví UNESCO jako Hornický region Erzgebirge/Krušnohoří. Objekt patří mezi ty měšťanské a patricijské domy v Jáchymově, kterým se v minulosti nedostalo řádné péče a které jsou pro celkovou zanedbanost a havarijní stav evidovány mezi ohroženými památkami Karlovarského kraje.

## Historie
Renesanční jádro domu čp. 72 pochází z první etapy výstavby Jáchymova, tj. z doby mezi roky 1516 – 1520. V roce 1518 byl podle jáchymovského horního řádu ve městě zřízen horní úřad i s výběrčím desátku, který až do roku 1722 sídlil v uvedeném domě, takže se předpokládá, že dům byl postaven zároveň se zřízením úřadu.
Při požáru města v roce 1538 vyhořel spolu s radnicí, mincovnou a dalšími 18 měšťanskými domy také tzv. desátkový dům (něm. Zehenthaus), takže řada renesančních stavebních prvků na tomto domě pochází až z doby po zmíněném požáru.
V roce 1722 zakoupil budovu desátkového úřadu jáchymovský měšťan a obchodník Johann Christoph Haas pro svého syna Johanna Wenzela. Od Haasů získal dům jeden z nejvýznamnějších představitelů města, královský výběrčí desátku Johann Míesl von Zeileisen se svou ženou Marií Barbarou. Johann Miesl, podle kterého se budova desátkového úřadu pak začala označovat jako Zeileisenovský dům, pocházel z Norimberka, kde byli příslušníci zeileisenovské rodiny vlivnými obchodními magnáty.
V roce 1782 při dalším požáru města dům opět vyhořel a Johann Miesl jej poté nechal opravit v pozdně barokním slohu, jak mj. dosvědčuje úprava fasády domu čp. 72, pocházející z uvedené doby. V roce 1851 se bývalý desátkový dům stal sídlem děkanství.
V kontrolním zápise, pořízeném pracovníky československého Státního ústavu památkové péče a ochrany přírody v druhé polovině 20. století je uvedeno, že v té době byl dům čp. 72 ve vlastnictví Sdružení československých nakladatelů se sídlem v Praze. Od konce 20. století byl dům zanedbáván a v důsledku nedostatečné péče dospěl až k havarijnímu stavu. Dům čp. 72 je v majetku soukromé společnosti, sídlící v Praze (stav dle zápisu v Katastru nemovitostí k 28. 2. 2024). 

## Popis
Tzv. Zeileisenovský dům čp. 72 stojí v západní frontě domů v horní části města na náměstí Republiky v někdejší jáchymovské čtvrti Schottenberg, jen zhruba 50 – 60 metrů od historické mincovny a renesanční radnice. Tento typický patricijský jáchymovský dům svou mohutnosti výrazně převyšuje okolní budovy. Dům je zděný, dvoupatrový, krytý sedlovou střechou. Vícedílný přední dům je spojen se zadním domem komunikačním křídlem, umístěným po straně čtvercového dvora.
V průčelí, obráceném okapovou stranou do náměstí, je šest okenních os. Pilastry, jimiž je průčelí po stranách a uprostřed rozčleněno, jsou v přízemí rustikované, v prvním poschodí jsou opatřené dórskými a v druhém patře korintskými hlavicemi. Horizontálně je průčelí mezi patry rozděleno profilovanými římsami. Nad okny se převážně zachovalo původní renesanční ostění, nad nímž se nachází řada později doplněných barokních ozdobných prvků. Součástí bohaté štukové výzdoby v prvním poschodí jsou rostlinné ornamenty s vloženými maskarony, rokaji a dvěma reliéfy polopostav horníka a římského císaře, umístěnými nad okny u středu průčelí, v druhém poschodí jsou nad okny klenáky, dekorované maskarony, rokaji a rostlinným ornamentem.

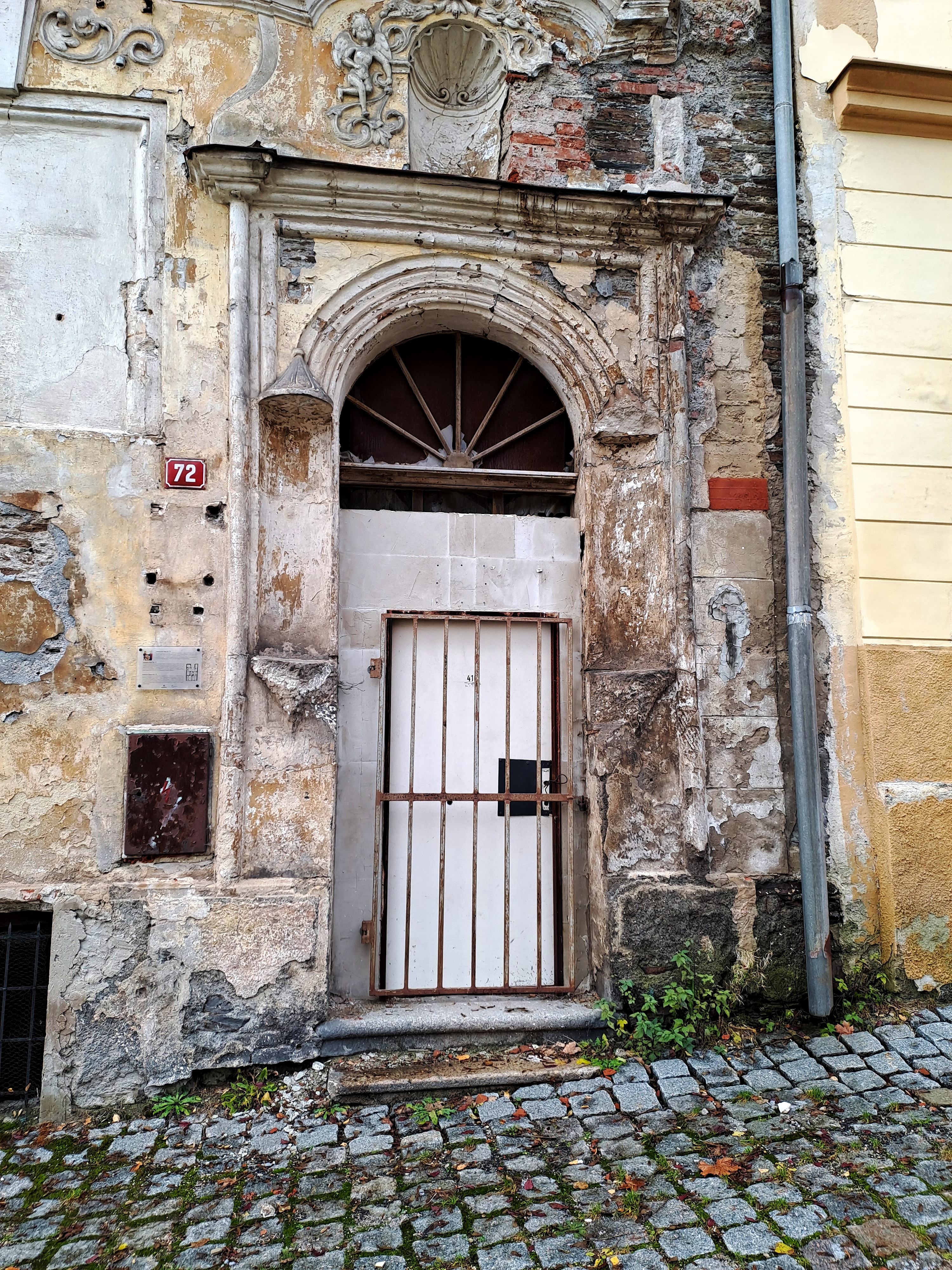
Vstupní portál v listopadu 2023

Vstupní portál, umístěný na pravé straně domu, je renesanční. Portál má ve skoseném ostění ploché niky, nabíhající dole v konzolová sedátka a nahoře kryté bobulovým baldachýnem. Na tento baldachýn nasedá archivolta s pruty a výžlabky. Po stranách portálu jsou štíhlé sloupky, které nesou bohatě profilovanou zalomenou římsu. Nad touto římsou je nástavec s nikou, lemovanou dekoracemi s andílky, révovím a korunkou. Původní funkce domu jako úřední budovy se odráží i v jeho interiéru. Z ulice se vstupuje do neobvykle velké síně, která zřejmě spolu s vedlejší místností sloužila návštěvníkům úřadu při vybírání desátkového poplatku. Ze zadní části síně vedl vstup na dvůr a do dvorních přístaveb. Vybavení přízemí doplňovala ve dvorním traktu dymníková kuchyně s kvelbem (spižírnou). Členění místností v prvním poschodí v podstatě kopíruje rozvržení přízemí. V prvním i druhém patře jsou další dymníkové kuchyně, některé místnosti jsou klenuté, jiné plochostropé. V suterénu domu je klenutá chodba s kanálem, krytým kamennými deskami, který zajišťoval odtok vody z dolu Svornost, nacházejícího se ve svahu nad domem.
Technický stav domu je v záznamech NPÚ z první čtvrtiny 21. století hodnocen jako celkově špatný a objekt je zařazen na seznam ohrožených památek Karlovarského kraje. Nejenže jsou narušené některé horizontální konstrukce domu, v havarijním stavu jsou i mladší dvorní přístavby a také opěrná zeď za domem. Majitel, který získal dům v roce 2012, sice zajistil některé záchranné práce, v prvé řadě opravu krovů a výměnu střešní krytiny, dále vyklizení objektu a provizorní zabezpečení některých havarijních konstrukcí, ale objekt poté zůstal ve stavu nedokončené rekonstrukce a není využíván.